# Соннатий
Соннатий (Соннак; лат. Sonnatius, Sonnacus; умер 20 октября 631) — епископ Реймса (593—631).

## Биография
Основным историческим источником о жизни Соннатия является «История Реймсской церкви» Флодоарда.
До восшествия на кафедру Реймсской епархии Соннатий был архидиаконом. При Ромульфе он по его приказу ездил ко двору короля Австразии и Бургундии Хильдеберта II, чтобы заверить у монарха завещание главы Реймсской епархии. После смерти епископа Ромульфа, скончавшегося в 593 году, Соннатий был избран его преемником. Вероятно, интронизация нового епископа состоялась в начале следующего года.
В исторических источниках конца VI — начала VII веков Соннатий впервые упоминается в 613 году, когда он обменялся некоторыми землями с королевой Брунгильдой. В октябре того же года епископ Реймса перенёс останки Ремигия в алтарную часть нового храма, построенного на месте могилы этого святого. Над местом захоронения по повелению Соннатия был водружён каменный саркофаг с памятной надписью.
В 625 году Соннатий участвовал в поместном соборе иерархов Франкского государства в Париже. На собрании присутствовали сорок прелатов, включая десять архиепископов. Среди участников собора были Арнульф Мецский и Куниберт Кёльнский. Ими были приняты двадцать пять канонов, по большей части подтверждавшие решения Парижского собора 614 года. В средневековых хрониках сообщалось, что при Соннатии Реймс впервые стал местом проведения церковного собора. Однако это собрание, состоявшееся в 626 году, в действительности прошло не в этом городе, а в расположенном вблизи Парижа селении Клиши. На этом соборе в присутствии двадцати четырёх епископов и короля Дагоберта I были одобрены привилегии аббатству Сен-Дени.
Подобно своему предшественнику Ромульфу, Соннатий завещал своё многочисленное личное имущество церкви Святого Ремигия, повелев направить часть его на благотворительные нужды. Епископ Соннатий умер 20 октября 631 года и был, согласно завещанию, похоронен в облагодетельствованной им церкви. Новым главой Реймсской епархии был избран Леудегизил.
В XII веке среди жителей Реймса широко распространилось мнение о чудотворности останков Соннатия. Его мощи были в 1204 году перенесены в кафедральный собор Реймса, где вместе с другими реликвиями местночтимых святых они были уничтожены пожаром 6 мая 1210 года. В более позднее время Соннатий почитался в Реймсской архиепархии как блаженный. День его памяти — 20 октября.
Соннатию некоторые ранние авторы ошибочно приписывали авторство сборника соборных постановлений. Однако в результате исследований было установлено, что данный документ был создан значительно позднее жизни этого епископа Реймса.